# Platinum Stars Football Club

Le Platinum Stars Football Club est un ancien club de football sud-africain basé à Rustenburg.

## Historique
Le club a été fondé en 1991 sous le nom de Silver Stars.

Ancien logo du club

En 1998, après avoir acheté Khakhu Fast XI, franchise de deuxième division, il s'appelle successivement Mapate Silver Stars puis Tycoon Silver Stars. Enfin, en mai 2007, la société d’investissements Royal Bafokeng Holdings acquiert 51 % de la franchise et entreprend d’identifier l’équipe à la région, la Province du nord-ouest. À cet effet, en août 2007, le nom du club devient Platinum Stars, afin de marquer le lien entre la région et une de ses productions minières emblématiques, le platine.
Sur le plan sportif, le club connaît actuellement ses meilleurs résultats, avec une victoire dans la Telkom Knockout Cup, réservée aux 16 clubs de l’élite, en 2006 et une deuxième place en championnat en 2007.

## Stades
Le club quitte le Peter Mokaba Stadium de Polokwane en 2007 pour s’installer au Mmabatho Stadium de Mafikeng. À l’horizon 2009-2010, il doit déménager pour le Royal Bafokeng Stadium de Rustenburg, qui servira lors de la Coupe du monde de football de 2010.

## Palmarès
| Compétitions nationales | Compétitions internationales |
| - Championnat d'Afrique du Sud - Vice-champion : 2007 et 2013 - Coupe de la Ligue (2) - Vainqueur : 2006 et 2013 - Finaliste : 2003 et 2014 - MTN 8 (en) (1) - Vainqueur : 2013 | - Vierge                     |